# Jana Pittman
Jana Pittman (Sydney, 9 de novembro de 1982) é uma ex-velocista e barreirista australiana, especialista nos 400 metros com barreiras. Foi bicampeã mundial desta prova nos Mundiais de Paris 2003 e Osaka 2007. Também foi bicampeã mundial júnior, vencendo esta prova e integrando o revezamento 4x400 m australiano Campeonato Mundial Júnior de Atletismo de 2000 em Santiago, Chile. Tem quatro medalhas de ouro nos Jogos da Comunidade Britânica, divididas entre estas duas provas.
Contusões sucessivas impediram sua plena participação em três Jogos Olímpicos – sua única participação foi em Atenas 2004 onde, recém-operada do menisco, ficou apenas em quinto lugar. Sua última contusão no pé, que a tirou dos Jogos de Londres 2012, fez com que encerrasse sua carreira no atletismo. Passou a competir no bobsleigh e participou dos Jogos Olímpicos de Inverno de 2014, em Sochi, na Rússia, junto com a compatriota Astrid Radjenovic, ficando em 14º lugar. Com isso ela se tornou a primeira australiana a participar dos dois Jogos Olímpicos, Verão e Inverno.
Encerrando a carreira como atleta, ela se formou em medicina em 2019 e se tornou embaixadora da Australian Cervical Cancer Foundation (ACCF), depois de ser tratada de neoplasia pré-cancerosa pela instituição. Em 2023 ela participou do reality-show de aventura The Amazing Race Australia com o filho, Cornelis.